# Struganik
Struganik (cyr. Струганик) – wieś w Serbii, w okręgu kolubarskim, w gminie Mionica. W 2011 roku liczyła 204 mieszkańców.